# Calvária

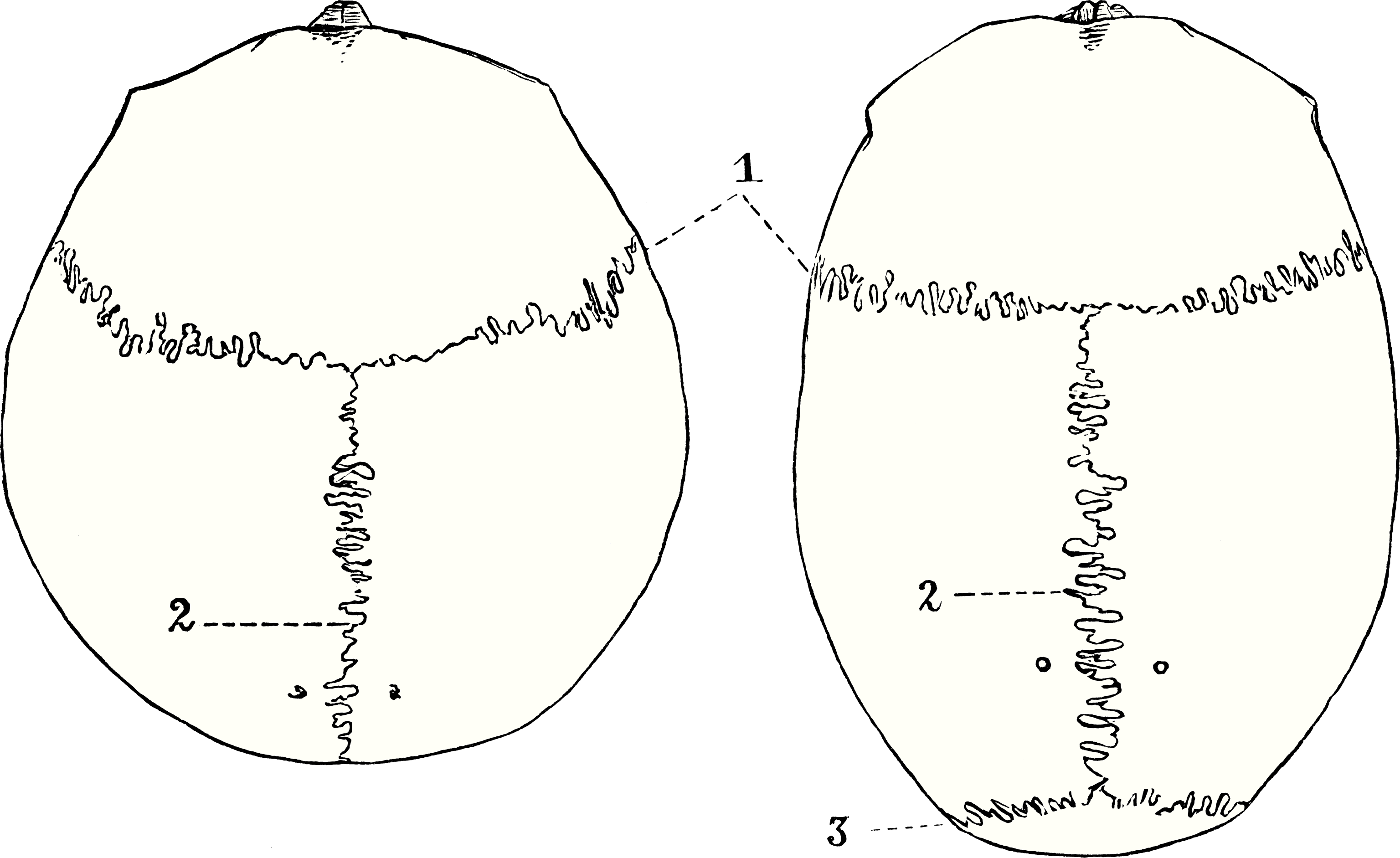
Representação da calvária

A calvária é a parte superior do crânio e cobre a cavidade craniana que contém o cérebro. Ele forma o principal componente do teto do crânio. A calvária é composta pelas porções superiores do osso frontal, osso occipital e ossos parietais. No crânio humano, as suturas entre os ossos normalmente permanecem flexíveis durante os primeiros anos de desenvolvimento pós-natal, e as fontanelas são palpáveis. A ossificação completa prematura dessas suturas é chamada de craniossinostose.